# Cloniophorus
Cloniophorus es un género de escarabajos longicornios de la tribu Callichromatini.

## Especies
- Cloniophorus angelae Juhel, 2016
- Cloniophorus auricollis (Thomson, 1861)
- Cloniophorus basaloides (Lepesme, 1950)
- Cloniophorus basilewskyi (Lepesme & Breuning, 1955)
- Cloniophorus bouyeri Juhel, 2016
- Cloniophorus brevis (Jordan, 1894)
- Cloniophorus cachani Lepesme, 1957
- Cloniophorus curvatoplicatus Jordan, 1894
- Cloniophorus debilis (Hintz, 1911)
- Cloniophorus dorae Lepesme, 1953
- Cloniophorus duvivieri (Juhel & Bentanachs, 2009)
- Cloniophorus edentulus (Jordan, 1894)
- Cloniophorus elisae Juhel, 2016
- Cloniophorus elongatus (Hintz, 1919)
- Cloniophorus episcopalis (Chevrolat, 1856)
- Cloniophorus episcopalis viridanus Schmidt, 1922
- Cloniophorus femoralis Aurivillius, 1915
- Cloniophorus gabonicus (Thomson, 1858)
- Cloniophorus garnieri Juhel, 2016
- Cloniophorus glaberrimus Schmidt, 1922
- Cloniophorus gracilis (Jordan, 1894)
- Cloniophorus halleri Juhel, 2016
- Cloniophorus jirouxi Juhel, 2016
- Cloniophorus jossoi Juhel, 2016
- Cloniophorus legrandi Juhel, 2016
- Cloniophorus lujai Burgeon, 1931
- Cloniophorus marigae Juhel, 2016
- Cloniophorus maynei (Lepesme & Breuning, 1955)
- Cloniophorus mechowi aurifer Jordan, 1894
- Cloniophorus mechowi ituricus Schmidt, 1922
- Cloniophorus mechowi Quedenfeldt, 1882
- Cloniophorus mucheia (Thomson, 1858)
- Cloniophorus mucheia coloratus (Jordan, 1894)
- Cloniophorus mucheia ikelengensis Juhel, 2018
- Cloniophorus mucheia overlaeti Burgeon, 1931
- Cloniophorus noiroti Lepesme, 1956
- Cloniophorus noiroti mourgliai Juhel, 2016
- Cloniophorus nyassae (Bates, 1878)
- Cloniophorus nyassae nigripes Juhel, 2016
- Cloniophorus nyassae vwazaensis Juhel, 2016
- Cloniophorus oscari Juhel, 2019
- Cloniophorus plicatus Jordan, 1894
- Cloniophorus purpurascens (Aurivillius, 1914)
- Cloniophorus rhodoscelis (Jordan, 1903)
- Cloniophorus schuelei Juhel, 2016
- Cloniophorus sinuaticollis (Thomson, 1858)
- Cloniophorus strigosus (Hintz, 1919)
- Cloniophorus sulcatulus (White, 1853)
- Cloniophorus sulcatulus igniferus (Schmidt, 1922)
- Cloniophorus teocchii atlanticus Juhel, 2016
- Cloniophorus teocchii guineensis Juhel, 2016
- Cloniophorus teocchii Juhel, 2016
- Cloniophorus teocchii kaputui Juhel, 2017
- Cloniophorus tessmanni Hintz, 1919
- Cloniophorus tricolor Jordan, 1894
- Cloniophorus viridis Aurivillius, 1913
- Cloniophorus vitalii Juhel, 2016
- Cloniophorus vittiger rufipes Schmidt, 1922
- Cloniophorus vittiger Schmidt, 1922
- Cloniophorus youenni Juhel, 2016